# 伯納茲頓 (麻薩諸塞州)
伯納茲頓（英語：Bernardston）是一個位於美國麻薩諸塞州富蘭克林縣的鎮。

## 人口
根據2020年美國人口普查的數據，伯納茲頓的面積為60.60平方千米，當中陸地面積為60.60平方千米，而水域面積為0.00平方千米。當地共有人口2102人，而人口密度為每平方千米35人。